# 希欧奥加尔德
希欧奥加尔德，是匈牙利托尔瑙州所辖的一个村，总面积24.40平方公里，总人口1275，人口密度52.3人/平方公里（2010年1月1日）。